# オマル・レキク
オマル・レキク（アラビア語: عمر رقيق, オランダ語: Omar Rekik, 2001年12月20日 - ）は、オランダ・デン・ハーグ出身のプロサッカー選手。チュニジア代表。ウィガン・アスレティックFC所属。ポジションはディフェンダー。
兄のカリムもプロサッカー選手である。

## 経歴

### 幼少期
チュニジア人の父とオランダ人の母のもと北ブラバント州ヘルモントに生まれ、兄のカリムとともにフェイエノールト、マンチェスター・シティ EDS、PSV、マルセイユといったヨーロッパのビッグクラブの下部組織で過ごし、2017年にヘルタ・ベルリンに加入した。しかし、2021年1月にオマルがアーセナルに移籍したため、兄弟のキャリアはここで分かれることとなった。10年前からすでにプロ選手として活躍していた兄のカリムは、その数か月前にスペインのセビージャに移籍していた。

### クラブ
2022年6月20日、オランダのスパルタ・ロッテルダムに1シーズンの期限つきで移籍。
2023年1月31日、EFLチャンピオンシップのウィガン・アスレティックに期限つき移籍。

### 代表
兄はオランダ代表としてプレイしているが、2018年10月、オマルは弱冠16歳でU-21チュニジア代表に選出され、翌月にはU-18オランダ代表に招集された。
そして2021年5月、ハンニバル・メイブリなど他の若手選手とともにA代表に選出され、チュニジア代表入りを決断した。6月15日、マリとの親善試合に先発出場し、チュニジア代表デビューを果たした。
2022年1月、アフリカネイションズカップのメンバーに選出され、グループステージの2試合に出場した。

## 個人成績

### 代表
| チュニジア代表 | 国際Aマッチ | 国際Aマッチ |
| 年             | 出場        | 得点        |
| -------------- | ----------- | ----------- |
| 2021           | 1           | 0           |
| 2022           | 2           | 0           |
| 通算           | 3           | 0           |